# Navis (Austria)
Navis – gmina w Austrii, w kraju związkowym Tyrol, w powiecie Innsbruck-Land. Liczy 1966 mieszkańców (1 stycznia 2015).